# 羽前成田站
羽前成田站（日语：／ Uzen-Narita eki */?）是位於山形縣長井市成田，山形鐵道的花長井線車站。

## 歷史
- 1922年（大正11年）12月11日 - 長井線長井至鮎貝之間開通，此站啟用。
- 1981年（昭和56年）3月10日 - 結束貨物起卸業務。
- 1984年（昭和59年）3月19日 - 成為簡易委託車站。
- 1987年（昭和62年）4月1日 - 伴隨國鐵分割民營化，車站由東日本旅客鐵道（JR東日本）營運[1]。
- 1988年（昭和63年）10月25日 - 山形鐵道接管長井線，成為山形鐵道花長井線車站。
- 1997年（平成9年）4月1日 - 成為無人車站。
- 2015年（平成27年）8月4日 - 此站車站大樓和西大塚站共同成為登錄有形文化財。

## 車站構造
車站是一座地面車站，設有1面1線的單式月台。曾經此站設有2面2線的相對式月台，當時可進行列車交會。現時只有靠近車站大樓的月台正在使用，對面的月台和路軌已撒走。車站大樓旁設有缺角式月台，在該月台的路軌曾經連接赤湯方向的路線，該路軌視作為貨物專用側線，現時已撒走路軌。
此車站大樓在國鐵時代已經存在，為一座古老木造建築物，也是長井線標準形車站大樓。與蠶桑站、時庭站、梨鄉站和西大塚站等車站內的車站大樓同款。當中，蠶桑站在1994年（平成6年）4月，時庭站在1996年（平成8年）12月，梨鄉站在1999年（平成11年）7月已經進行翻新，因此在長井線內同款的木造車站大樓已經少見。
從前此站為委託車站。在1997年（平成9年）4月1日起成為完全無人車站。

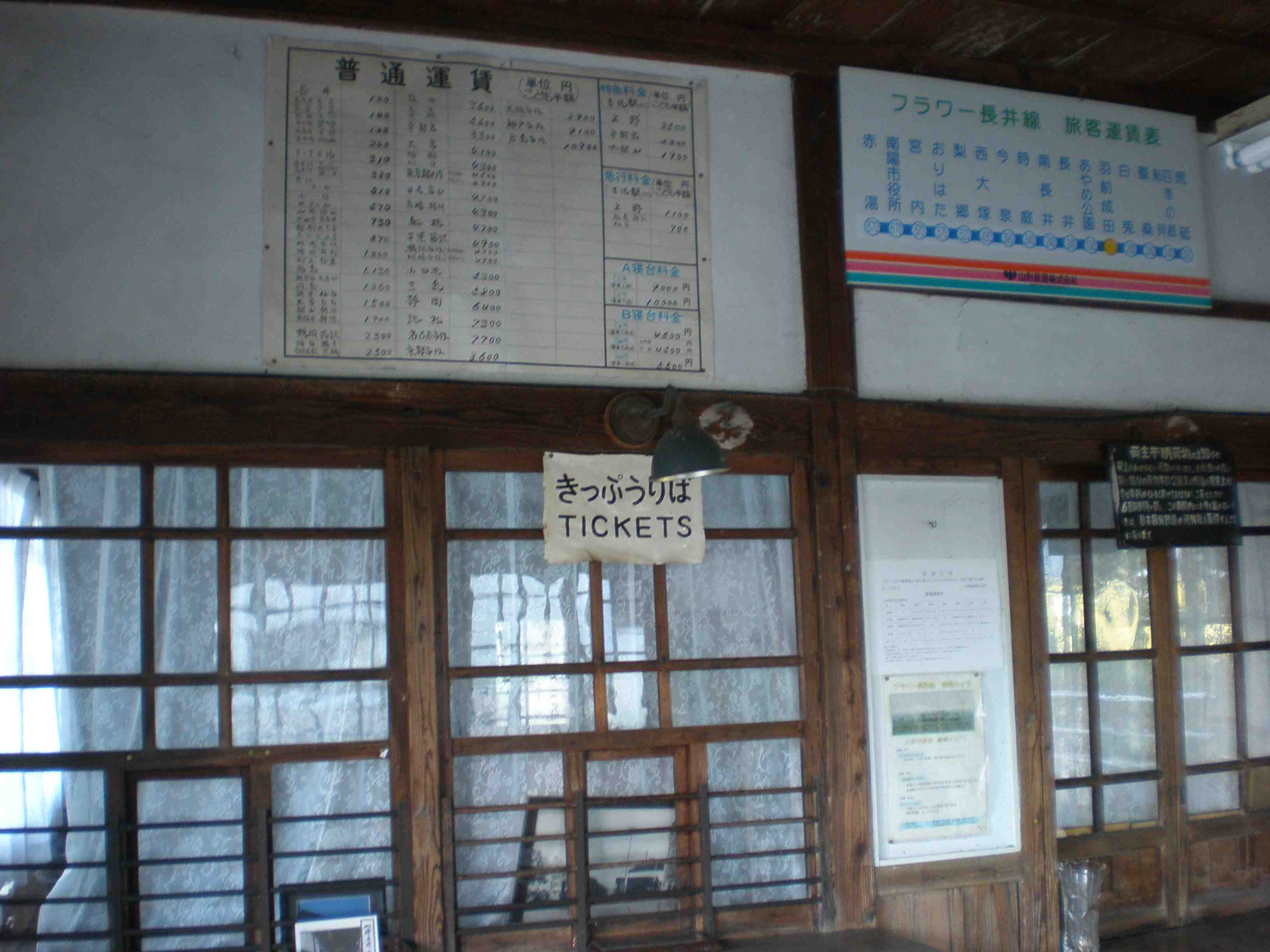
站內(2015年.9月)
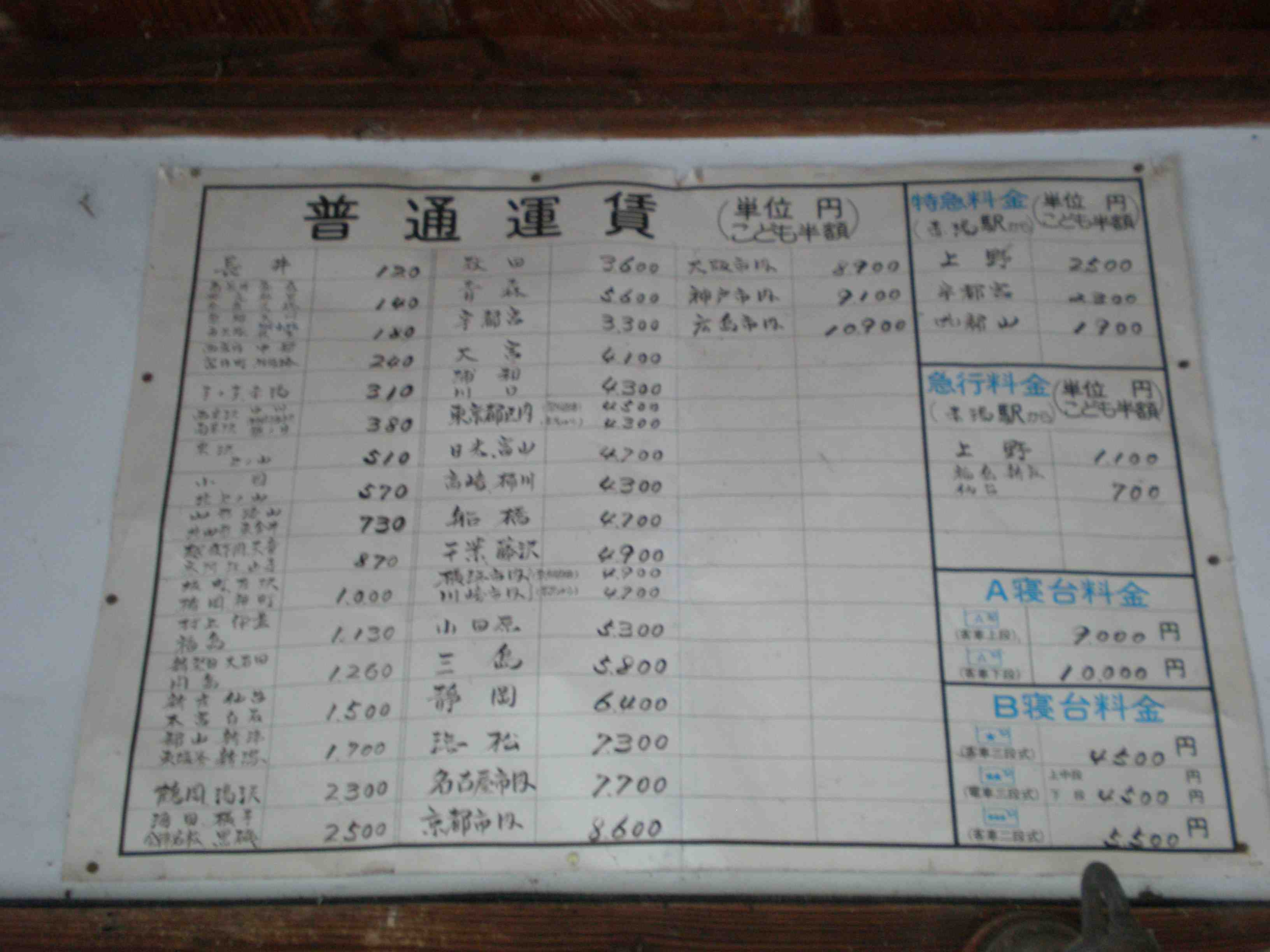
車費表(2015年.9月)
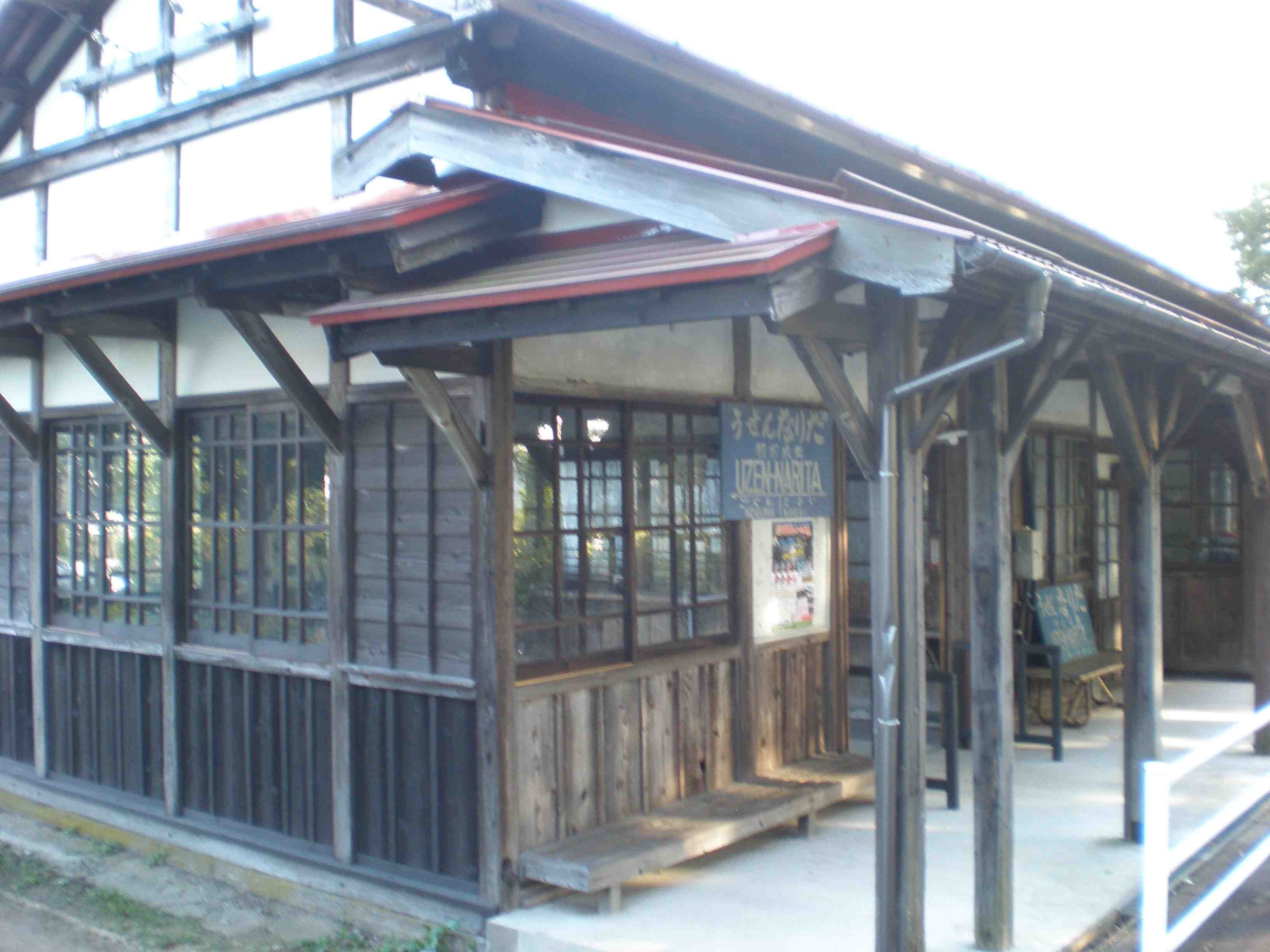
月台(2015年.9月)
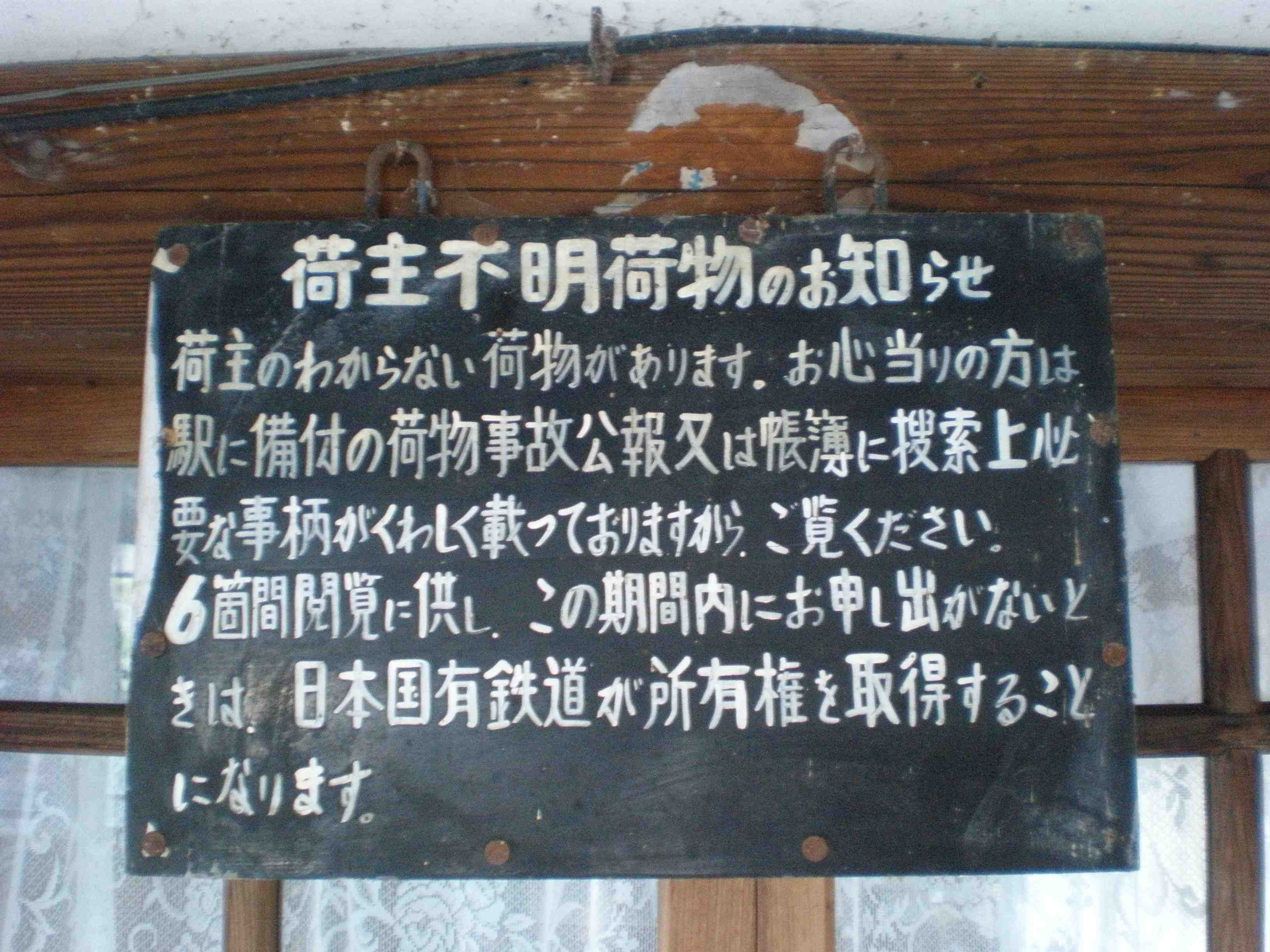
失物認領告示(2015年.9月)

## 車站周邊
車站位於長井市區的致方地區，鄰近最上川的支流野川。從車站向東前進300米可到達山形縣道9號長井大江線，該處設有民居和商店。車站西邊和東邊的較遠的地方即可到達田園地帶。從車站向東方前進1公里可到達野川和最上川的匯合處。在對面岸設有國道287號，但是附近沒有橋樑前往國道。
- 羽前成田郵局
- 長井市立致芳小學
- 長井市立長井北中學（日语：長井市立長井北中学校）
- 長井市成田地區福祉中心
- 北東公民館
- 吉川紀念醫院
- 野川
- 最上川

## 使用狀況
以下為1日平均乘車人次變化
| 乘車人次變化 | 乘車人次變化      |
| 年度         | 一日平均 乘車人次 |
| ------------ | ----------------- |
| 1997         | 104               |
| 1998         | 100               |
| 1999         | 109               |
| 2000         | 98                |
| 2001         | 92                |
| 2002         | 90                |
| 2003         | 85                |
| 2004         | 86                |
| 2005         | 80                |
| 2006         | 76                |
| 2007         | 68                |
| 2008         | 66                |
| 2009         | 62                |
| 2010         | 64                |
| 2011         | 63                |
| 2012         | 61                |
| 2013         | 55                |
| 2014         | 53                |
| 2015         | 51                |
| 2016         | 50                |
| 2017         | 50                |

## 相鄰車站
山形鐵道
花長井線
菖蒲公園－羽前成田－白兔

## 注腳
1. ↑  『交通年鑑 昭和63年版』 交通協力會，1988年3月。
2. ↑  山形縣統計年鑑

## 外部連結
- 國土地理院地圖參閲服務 （页面存档备份，存于） - 羽前成田站周邊的1/25000地形圖[]（日語）